# Perler for svin
|  | Perler for Svin dirigeres hertil. For tegneserien, se Perler for Svin (tegneserie). |
Man skal ikke kaste perler for svin  er en allegori, der betyder, at man ikke skal give folk noget de ikke forstår værdien af. Ordsproget alluderer formodentlig til et Jesus-ord (Matt 7,6): Giv ikke hunde det hellige, og kast ikke jeres perler for svin, for at de ikke skal trampe dem ned med deres ben og så vende sig om og sønderrive jer.